# Podenii Vechi
Podenii Vechi – wieś w Rumunii, w okręgu Prahova, w gminie Bălțești. W 2011 roku liczyła 1716 mieszkańców.